# Juliet Chekwel
Juliet Chekwel, née le 25 mai 1990, est une athlète ougandaise.

## Carrière
Juliet Chekwel est médaillée de bronze par équipes aux Championnats d'Afrique de cross-country 2012 et aux Championnats du monde de cross-country 2015.
Elle se classe 20e des championnats du monde 2019 à Doha sur 10 000 mètres.